# Sulawesi-Riesenratte
Die Sulawesi-Riesenratte (Paruromys dominator) ist eine Nagetierart aus der Gruppe der Altweltmäuse (Murinae), die nur auf Sulawesi vorkommt.
Sie erreichen eine Kopfrumpflänge von 20 bis 26 Zentimetern, wozu noch ein 24 bis 31 Zentimeter langer Schwanz kommt. Ihr Gewicht beträgt 350 bis 500 Gramm. Ihr weiches, dichtes Fell ist an der Oberseite graubraun und an der Unterseite weiß gefärbt. Die Ohren und Füße sind dunkelbraun. Der Körperbau ist stämmig, das Gesicht langgestreckt, der Schwanz relativ lang.
Diese Nagetiere leben auf der indonesischen Insel Sulawesi, wo sie die größten Vertreter der Mäuseartigen sind. Sie bewohnen Wälder, sowohl im Tiefland als auch im Gebirge. Sie errichten Nester in hohlen Baumstämmen, unter Felsen oder im Pflanzendickicht. Ihre Nahrung besteht ausschließlich aus Früchten.
Gebietsweise werden die Sulawesi-Riesenratten bejagt und gegessen, aber nur in Gebieten, wo keine oder wenig Moslems leben. Insgesamt ist die Art laut IUCN nicht gefährdet.